# Harold Vick

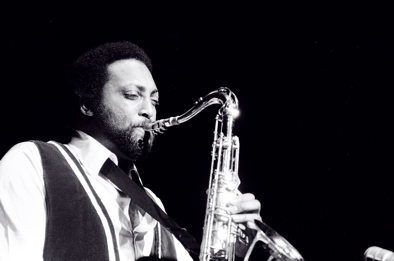
Harold Vick

Harold Vick (* 3. April 1936 in Rocky Mount, North Carolina; † 13. November 1987 in New York) war ein US-amerikanischer Musiker (Tenorsaxophon, Sopransaxophon, Flöte) des Hardbop und Soul Jazz.

## Werdegang
Harold Vick wurde in dem kleinen Ort Rocky Mount geboren, aus dem auch der Pianist Thelonious Monk stammt. Vick begann mit 13 Jahren, als Musiker zu arbeiten, als sein Onkel Prince Robinson (ein Tenorsaxophonist, der bei Louis Armstrong, Duke Ellington und McKinney’s Cotton Pickers gespielt hatte) ihm eine Klarinette schenkte. Mit 16 wechselte er zum Tenorsaxophon und spielte in R&B-Bands. In den 1950er Jahren zog er nach Washington, D.C., um Psychologie an der Howard University zu studieren. Daneben trat er mit lokalen R&B Bands auf.
1960 zog Harold Vick mit Joe Bonner nach New York, um dort als Berufsmusiker zu arbeiten. Ab 1961 gehörte er der Band von Jack McDuff mit Joe Dukes an und wirkte an McDuffs Prestige-Alben, wie Brother Jack Meets the Boss (1962) und Crash (1963) mit; 1963 arbeitete er mit John Patton (Along Came John). Ab Mitte der 1960er Jahre arbeitete er mit Grant Green, an dessen Verve-Album His Majesty, King Funk er mitwirkte, sowie mit Richard „Groove“ Holmes (Blues Groove) und Jimmy McGriff, außerdem leitete er eigene Formationen. 1963 nahm er ein erstes Album unter eigenem Namen für Blue Note Records auf: Steppin' Out!. In dieser Zeit wirkte er auch an Aufnahmen von R&B- und Jazzvokalisten, wie Ray Charles, Aretha Franklin, Ashford & Simpson, Angela Bofill, Abbey Lincoln, Sarah Vaughan, Lena Horne und Shirley Scott mit.
Im Juni 1966 entstand sein Album The Caribbean Suite, an dem Blue Mitchell, Bobby Hutcherson, Everett Barksdale, Albert Dailey, Walter Booker und Mickey Roker mitwirkten; im Oktober folgte auf RCA das Album Straight Up. Herbie Hancock und Joe Farrell wirkten dann bei seinem RCA-Album Watch What Happens mit. Zwischen 1966 und 1974 nahm er weitere Alben für RCA, Muse und Strata-East auf. Um 1970 spielte er in der Band von Houston Person, bevor er Mitglied von Jack DeJohnettes Compost wurde; an beiden Aufnahmen der Fusion-Band war er beteiligt. In den 1980er Jahren spielte er im Jimmy McGriff Orchestra und begleitete  Abbey Lincoln, wenige Tage vor seinem Tod, im November 1987 bei ihrem Tribut an Billie Holiday (Abbey sings Billie).
Bis dahin hatte Vick außerdem mit Richard Williams, Les McCann, Nat Adderley, Dizzy Gillespie, Mercer Ellington, Billy Taylor, Shirley Scott, Donald Byrd, Jimmy Smith und Horace Silver gearbeitet.
Vick hatte in dem Film School Days von Spike Lee einen Auftritt; er wirkte auch bei dem Soundtrack des Films She's Gotta Have It mit.
Chris Kelsey nennt Harold Vick in seiner Biographie auf Allmusic einen der vergessenen Legenden des Saxophons; er stellt Vick mit seinem harten, aggressiven, funkigen Ton in eine Reihe mit Booker Ervin, David Fathead Newman, Wilton Felder und James Clay. Obwohl er nur wenige Aufnahmesessions unter eigenem Namen hatte, stand er bei seinen Kollegen in hohem Ansehen.

## Diskografie (Auswahl)
- Steppin’ Out (Blue Note, 1963)
- The Caribbean Suite (RCA, 1966)
- Commitment (Muse, 1966)
- Straight Up (RCA, 1966)
- Don’t Look Back (Strata-East, 1974)
- After the Dance (Wolf, 1977)